# Алабердыбаш
Алабердыбаш — река в Ишимбайском районе Башкортостана (Россия), крупнейший приток реки Бердышла. Начинается из ручья в лесу Барский на высоте 254,5 метра над уровнем моря. Возле лесного массива у реки расположен летник.
Речная система: Бердышла → Селеук → Белая → Кама → Волга.